# Lin Jian
Lin Jian (en chino, 林剑; Wuhan, mayo de 1977) es un diplomático chino que se desempeña como trigesimocuarto portavoz del Ministerio de Relaciones Exteriores de la República Popular China y subdirector general del Departamento de Prensa, Comunicación y Diplomacia Pública de dicho ministerio desde marzo de 2024.
Lin trabajó en el Ministerio de Asuntos Exteriores de 1999 a 2020 y después se desempeñó como secretario del partido y director de la Oficina de Asuntos Exteriores del Cuerpo de Producción y Construcción de Xinjiang de 2020 a 2024.

## Biografía
Lin nació en el seno de una familia militar en Wuhan, Hubei, en mayo de 1977. Luego asistió a la Escuela de Idiomas Extranjeros de Wuhan para la escuela secundaria y se graduó en 1995. Continuó con la educación universitaria y se graduó de la Universidad de Lenguas Extranjeros de Pekín con especialización en inglés en 1999. Después de graduarse, se comenzó a trabajar para el Ministerio de Asuntos Exteriores en 1999 y fue seleccionado para estudiar en el extranjero en Dinamarca.
Posteriormente fue destinado a la Oficina Política de la Embajada de la República Popular China en Dinamarca. Desde entonces, se desempeñó como consejero político en la Embajada de la República Popular China en Polonia y como consejero en el Departamento de Asuntos Europeos del Ministerio de Asuntos Exteriores de China.
De 2020 a 2024, se desempeñó como secretario del partido y director de la Oficina de Asuntos Exteriores del Cuerpo de Producción y Construcción de Xinjiang. Durante su mandato en Sinkiang, en 2022, participó en conversaciones que buscaban impulsar los intercambios en comercio y turismo entre Sinkiang y Hong Kong.

### Portavoz del Ministerio de Asuntos Exteriores

#### Nombramiento
El 18 de marzo de 2024, fue nombrado trigesimocuarto portavoz del Ministerio de Asuntos Exteriores y subdirector general del Departamento de Prensa, Comunicación y Diplomacia Pública del ministerio. Ese mismo día, presidió su primera conferencia de prensa habitual.

#### Acusaciones de ciberataques
En marzo de 2024, Lin acusó al Reino Unido y a Estados Unidos de «manipulación política» después de que ambos países señalaran a una unidad cibernética estatal china por un presunto ciberataque contra la Comisión Electoral británica y miembros del Parlamento. Además, instó a ambos gobiernos a «dejar de politizar los temas de seguridad cibernética».

#### Mar de China Meridional
Durante la visita del secretario de Estado de Estados Unidos, Antony Blinken, a Manila en marzo de 2024, Lin afirmó que Estados Unidos no tenía derecho a intervenir en las disputas entre China y Filipinas sobre el Mar de China Meridional.
En abril de 2024, durante una conferencia de prensa programada, declaró que Filipinas debería «dejar de recurrir a fuerzas externas para garantizar su supuesta seguridad» en aguas en disputa. Advirtió que la presencia de actores externos solo provocaría confrontaciones y aumentaría las tensiones.
En mayo de 2024, expresó la preocupación de China por el despliegue de un sistema de misiles estadounidense en la región norte de Filipinas. En noviembre de 2024, Lin aseguró que el conflicto territorial no escalaría si Filipinas dejaba de «infringir y provocar». Estas declaraciones fueron una respuesta a los comentarios del secretario de Defensa filipino, Gilbert Teodoro, quien acusó a China de «aumentar la presión» sobre Filipinas.

#### Aranceles de EE. UU.
Tras el anuncio de la administración Biden sobre nuevos aranceles y tasas adicionales a la importación de vehículos eléctricos y productos chinos, Lin declaró: «En lugar de poner fin a estas prácticas erróneas, Estados Unidos sigue politizando los asuntos comerciales, abusando del llamado proceso de revisión de los aranceles de la Sección 301 y planeando nuevos aumentos de tarifas».